# Hermippos (Athen)
Hermippos (altgriechisch Ἕρμιππος), Sohn des Lysis aus Athen, war im 5. Jahrhundert v. Chr. ein griechischer Dichter der Alten Komödie. Er stand in der Nachfolge des Kratinos und war etwas älter als seine späteren Konkurrenten Aristophanes und Eupolis.
Hermippos, der angeblich einäugig war, siegte 436/35 v. Chr. zum ersten Mal bei den Dionysien und danach noch viermal bei den Lenäen. Von seinen vierzig Stücken sind elf Titel überliefert, die zum Teil auf die politische Aktualität verweisen und zum Teil als Parodien der Mythologie oder der Tragödie identifizierbar sind. Die Fragmente belegen die Ernsthaftigkeit seiner zeitgenössischen Polemik, die sich vor allem gegen die Führer der Kriegspartei Perikles, Hyperbolos und Alkibiades richtete. Die Gefährtin des Perikles, Aspasia, wurde von ihm etwa 433/32 v. Chr. vor Gericht der Gottlosigkeit und Kupplerei angeklagt.

## Ausgaben
- Theodor Kock: Comicorum Atticorum fragmenta. Band 1, Teubner, Leipzig 1880, S. 224–253 (online).
- Augustus Meineke: Poetarum Graecorum comicorum fragmenta, 1855.
- Colin Austin/Rudolf Kassel (Hrsg.): Poetae Comici Graeci.